# Oemini
Oemini es una tribu de coleópteros crisomeloideos de la familia Cerambycidae.

## Taxonomía
Se reconocen dos subtribus con los siguientes 101 géneros y con 277 especies:
- Methioidina Martins, 1997
  - Chromoeme Chemsak & Linsley, 1967 (1 especie)
  - Euryprosopus White, 1853 (1 especie)
  - Kalore Martins & Galileo, 2006 (2 especies)
  - Methioeme Zajciw, 1963 (1 especie)
  - Methioides Chemsak & Linsley, 1967 (1 especie)
  - Mimoeme Chemsak & Linsley, 1967 (2 especies)
  - Necydalosaurus Tippmann, 1960 (3 especies)
  - Paratemnopis Martins, 1978 (1 especie)
  - Proeme Martins, 1978 (9 especies)
  - Xanthoeme Martins, 1980 (1 especie)
- Oemina Lacordaire, 1868
  - Acutelinopteridius Breuning & Villiers, 1958 (2 especies)
  - Addoeme Adlbauer, 1998 (1 especie)
  - Afroeme Adlbauer, 2005 (2 especies)
  - Afronoserius Sama, 2008 (3 especies)
  - Amimes Pascoe, 1862 (1 especie)
  - Amphelissoeme Martins, 1981 (1 especie)
  - Amplilygrus Adlbauer, 2004 (1 especie)
  - Androeme Aurivillius, 1910 (1 especie)
  - Antennoeme Hintz, 1911 (1 especie)
  - Aponoeme Martins, 1985 (2 especies)
  - Argentinoeme Bruch, 1911 (2 especies)
  - Atenizus Bates, 1867 (8 especies)
  - Austroeme Martins, Chemsak & Linsley, 1966 (3 especies)
  - Calybistum Thomson, 1878 (1 especie)
  - Capoeme Adlbauer, 2008 (1 especie)
  - Catoeme Aurivillius, 1908 (2 especies)
  - Cilioeme Adlbauer, 2006 (1 especie)
  - Coptoeme Aurivillius, 1904 (12 especies)
  - Corioeme Adlbauer, 2006 (1 especie)
  - Diptychoeme Aurivillius, 1915 (1 especie)
  - Eburiomorpha Fisher, 1935 (1 especie)
  - Elegantometallyra Adlbauer, 2005 (1 especie)
  - Enicoeme Aurivillius, 1915 (2 especies)
  - Entetraommatus Fisher, 1940 (2 especies)
  - Erythrocalla Aurivillius, 1928 (1 especie)
  - Ethioeme Adlbauer, 2008 (1 especie)
  - Ethiolygrus Adlbauer, 2008 (1 especie)
  - Etiosaphanus Adlbauer, 1999 (1 especie)
  - Eudistenia Fall, 1907 (1 especie)
  - Fragiliella Holzschuh, 2013 (1 especie)
  - Gennarus Adlbauer, 2008 (1 especie)
  - Gounelloeme Monné & Martins, 1974 (1 especie)
  - Haplidoeme Chemsak & Linsley, 1965 (2 especies)
  - Heterosaphanus Aurivillius, 1914 (1 especie)
  - Hyphus Lacordaire, 1869 (4 especies)
  - Hypoeschrus Thomson, 1864 (7 especies)
  - Hypoeschrus (Tibestia) Peyerimhoff, 1936 (1 especie)
  - Jendekia Holzschuh, 1993 (1 especie)
  - Kabatekiella Holzschuh, 2008 (1 especie)
  - Kenyoeme Quentin & Villiers, 1979 (1 especie)
  - Leptoeme Jordan, 1903 (4 especies)
  - Liberedaxia Alten, Alten & Ramey, 2009 (1 especie)
  - Listrocerum Chevrolat, 1855 (12 especies)
  - Lubosia Holzschuh, 2011 (1 especie)
  - Macroeme Aurivillius, 1893 (7 especies)
  - Malacopterus Audinet-Serville, 1833 (2 especies)
  - Martinsia Chemsak & Linsley, 1967 (2 especies)
  - Meiyingia Holzschuh, 2010 (1 especie)
  - Metalloeme Touroult, Dalens & Tavakilian, 2010 (1 especie)
  - Metallyra Thomson, 1864 (15 especies)
  - Methicula Chemsak & Linsley, 1971 (1 especie)
  - Namiboeme Adlbauer, 2000 (1 especie)
  - Neocarolus Sama, 2008 (1 especie)
  - Neoeme Gounelle, 1909 (6 especies)
  - Neolygrus Martins, 1980 (2 especies)
  - Neomarius Fairmaire, 1873 (1 especie)
  - Nesoeme Linsley & Chemsak, 1966 (1 especie)
  - Noserius Pascoe, 1857 (8 especies)
  - Nungena McKeown, 1942 (1 especie)
  - Ocroeme Martins, Chemsak & Linsley, 1966 (4 especies)
  - Oeme Newman, 1840 (4 especies)
  - Oemodana Gahan, 1904 (2 especies)
  - Oemophanes Adlbauer, 2001 (1 especie)
  - Oemospila Gahan, 1906 (1 especie)
  - Oxycauloeme Lepesme, 1948 (1 especie)
  - Paracalybistum Lepesme, 1952 (3 especies)
  - Parahyphus Gressitt, 1959 (2 especies)
  - Paraleptoeme Fuchs, 1971 (1 especie)
  - Paramartinsia Martins & Galileo, 2005 (1 especie)
  - Paranoplium Casey, 1924 (2 especies)
  - Paroeme Aurivillius, 1886 (15 especies)
  - Phrynoeme Martins, 1980 (1 especie)
  - Placoeme Chemsak & Linsley, 1964 (2 especies)
  - Prosopoeme Aurivillius, 1927 (1 especie)
  - Pseudomethia Linsley, 1937 (1 especie)
  - Pufujia Holzschuh, 1995 (1 especie)
  - Senorius Hüdepohl, 1992 (1 especie)
  - Sepaicutea Lane, 1972 (3 especies)
  - Sphagoeme Aurivillius, 1893 (8 especies)
  - Sphalloeme Melzer, 1928 (1 especie)
  - Stenocoptoeme Adlbauer, 2005 (1 especie)
  - Stenoeme Gounelle, 1909 (5 especies)
  - Tallyrama Martins, 1980 (1 especie)
  - Temnopis Audinet-Serville, 1834 (11 especies)
  - Tetraommatus Perroud, 1855 (25 especies)
  - Thapsyrus Villiers, 1972 (3 especies)
  - Trichopsathyrus Breuning, 1958 (1 especie)
  - Tristachycera Bates, 1872 (1 especie)
  - Vandykea Linsley, 1932 (1 especie)
  - Yementallyrama Adlbauer, 2007 (2 especies)
  - Zamioeme Adlbauer, 2012 (1 especie)